# Aethiopella kuolo
Aethiopella kuolo är en urinsektsart som beskrevs av Christiansen och Bellinger 1992. Aethiopella kuolo ingår i släktet Aethiopella och familjen Neanuridae. Inga underarter finns listade i Catalogue of Life.